# Lucasfilm Games
Lucasfilm Games, von 1991 bis 2021 LucasArts Entertainment Company LLC (kurz LEC oder LucasArts) ist die Firmenbezeichnung der 1982 von George Lucas gegründeten Tochterfirma der Lucasfilm Ltd. Während Lucasfilm Games zu Beginn vor allem als Entwickler von Computerspielen, insbesondere Adventures, tätig war, wurden ab Ende der 1990er-Jahre hauptsächlich die Star-Wars-Videospiele unter diesem Label veröffentlicht. Im Jahr 2012 wurde die damals unter LucasArts bekannte Firma von Disney aufgekauft. Seit April 2013 ist LucasArts nach einer Umstrukturierungsmaßnahme von Disney nur noch als Lizenzgeber für Spiele tätig. Das blieb auch 2021 nach der Umbenennung in den alten Namen so.

## Unternehmensgeschichte

LucasFilm Games (1989 bis ca. 1991)

Das Unternehmen wurde im Jahr 1982 als Tochter von Lucasfilm unter dem Namen Lucasfilm Games gegründet. Die hohen kurzzeitigen Einnahmen aus den Filmen sollten so reinvestiert werden, was steuerlich günstiger war. Da George Lucas die Merchandising-Rechte seiner populären Filme an Kenner verkaufte, hatte deren Tochterfirma Parker Brothers jahrelang die Exklusivlizenz für Star Wars Spiele. Das hauseigene LucasFilm hatte zwar sehr große Freiheiten, durfte jedoch keine Star Wars Titel produzieren. So beschäftigte man sich mit Grundlagenforschung im Bereich der Generierung von dreidimensionalen Welten aus Fraktalen. Die ersten Spiele wurden in Zusammenarbeit mit Atari entwickelt und von Epyx veröffentlicht. Für QuantumLinks entwickelte man Habitat, das den Nutzern des Online-Dienstes eine virtuelle Welt mit Chat-Räumen ermöglichte und Elemente von Adventure Games und Multi User Dungeon kombinierte. Man stoß jedoch schnell auf Kapazitätsprobleme sowohl bei dem C64 Endgerät als auch bei der Gegenstelle. Die nächsten Spiele wurden Grafikadventure und Marinesimulationen.
Der erste Durchbruch erfolgte mit der Entwicklung von SCUMM, das es ermöglichte Point-and-Click-Adventures durch schnelles Neuladen des Systems effizient zu bauen. Da intern eine virtuelle Maschine die Skripte des Spiels verarbeitete, ließ es sich gut auf andere Systeme portieren. Die Adventures von LucasFilm hoben sich neben der grafischen Benutzersteuerung auch durch die Erfindung von Cutscenes ab, die einen Schnitt von Spielerinteraktion zu einem nicht-interaktiven Erzählabschnitt darstellten. Das Design der Rätsel war stets sehr kreativ, aber gezielt fair gehalten. Eine weitere Design-Philosophie, die LucasArts Adventures von der Konkurrenz abhob, war das gezielte Vermeiden von Sackgassen oder Bildschirmtoden.

LucasArts-Logo (ca. 1991 bis 2005)

Aufgrund von hohen Entwicklungskosten und Missmanagement der Filmlizenzen stand die Firma mehrfach kurz vor dem Aus. 1992 erhielt LucasArts die Star Wars Filmlizenz zurück und der finanzielle Erfolg der Weltraumsimulationstitel im Star Wars Universum machte die Sparte wieder rentabel und führte zeitgleich zur Ausgründung von Totally Games, die fortan die Simulationstitel weiterentwickelten. Mit dem Aufkommen von CD-ROM als Speichermedien wurden Rail Shooter mit vorgerenderten Filmsequenzen produziert, die die Erwartungen übertrafen und millionenfach verkauft wurden. Ego-Shooter auf Basis des Star Wars Kanons erweiterten das Sortiment und waren ebenfalls kommerzielle Erfolge. Die Adventure nutzten zeitgleich das neue Medium CD-ROM um Sprachausgabe hinzuzufügen. So begann LucasArts mit dem Re-Release alter Werke in vertonter Fassung.
Nachdem im Mai 2005 Jim Ward die Leitung des Unternehmens übernommen hatte, wurde LucasArts umstrukturiert. Die Zahl der Eigenproduktionen wurde stark verringert und die Entwicklung neuer Spiele wurde verstärkt von externen Entwicklungsstudios übernommen.

LucasArts-Logo (2005 bis 2021)

Im Februar 2008 wurde überraschend der Rücktritt von Ward bekannt gegeben. Die Leitung des Unternehmens wurde vorübergehend von Howard Roffman (Präsident von Lucas Licensing) übernommen, bevor im April 2008 Darrell Rodriguez, zuvor CEO von Electronic Arts Los Angeles, neuer Präsident des Unternehmens wurde. Im Mai 2008 gab LucasArts bekannt, seine Mitgliedschaft im Berufsverband Entertainment Software Association nicht zu verlängern. Im Mai 2010 wurde bekannt, dass Darrel Rodriguez überraschend als Präsident von LucasArts zurückgetreten ist. Als Nachfolger wurde Paul Meegan bestimmt, der vormals als CEO der Epic-Games-Niederlassung in China tätig war. Im Oktober 2012 verkaufte George Lucas Lucasfilm mit den Tochtergesellschaften an die Walt Disney Company.
Am 3. April 2013 wurde bekannt, dass im Zuge einer Umstrukturierung durch Disney alle laufenden Projekte eingestellt und fast alle Mitarbeiter entlassen werden. Im Zuge der Umstrukturierungsmaßnahmen verließ auch Paul Meegan LucasArts, um wieder für Epic Games zu arbeiten. LucasArts soll in Zukunft nur noch als Lizenzgeber für Star-Wars-Spiele dienen, anstatt sie selbst zu entwickeln. Im Mai 2013 erteilte LucasArts die Lizenz für Star-Wars-Spiele auf PC und Konsolen an Electronic Arts.
Zur Veröffentlichung von Disney Infinity 3.0 gaben Disney Interactive und Lucasfilm bekannt, dass LucasArts als Co-Publisher auftreten werde. Auch über sämtliche, in der Zukunft erscheinende, Star-Wars-Spiele sorgt die LucasArts Story Group für eine Verwebung der Geschichten untereinander.
Am 11. Januar 2021 gab Lucasfilm bekannt, die Marke Lucasfilm Games für alle zukünftigen Spiele von Lucasfilm wiederzubeleben, wobei diese weiterhin nur Lizenzgeber bleiben soll.

## Veröffentlichte Spiele
1984 veröffentlichte LucasArts die ersten zwei Spiele: Ballblazer und Rescue on Fractalus.
Von LucasArts stammen viele Spiele, die heute als Klassiker gelten, insbesondere aus dem in den 1980ern und 1990ern beliebten Genre des Adventures. Neben Eigenproduktionen wie Maniac Mansion oder der Monkey-Island-Reihe setzte LucasArts mehrere Spiele zu den großen Spielfilmreihen Indiana Jones und Star Wars von George Lucas um. Skurrile Figuren und Handlungen waren ein Markenzeichen der LucasArts-Adventures und verhalfen dem Unternehmen maßgeblich zum Erfolg.
LucasArts hat für zahlreiche Spieleplattformen entwickelt, sowohl für Windows und die Mac-Betriebssysteme als auch für Spielkonsolen. Das 1993 erschienene Spiel Star Wars: Rebel Assault aus der Reihe der Star-Wars-Adaptionen trug zum Durchbruch der CD-ROM als Speichermedium für PC-Spiele bei.
Abseits dieser Stammgebiete konnte LucasArts selten punkten, Ausflüge in den Bereich der Wirtschaftssimulation (Afterlife) oder des Actiongenres (Outlaws) ohne den typischen LucasArts-Bezug konnten sich nicht am Erfolg des üblichen Repertoires messen.
Insgesamt entwickelte LucasArts bis 2012 42 Eigenproduktionen und 49 Spiele aus dem Star-Wars- bzw. Indiana-Jones-Umfeld. Das Unternehmen hatte seinen Hauptsitz in San Rafael (Kalifornien) und beschäftigte mehr als 350 Mitarbeiter.

## Spiele-Chronologie

### Die Anfänge
| Erscheinungsjahr | Titel               | Plattform(en)                                                                                           | Kurzbeschreibung |
| ---------------- | ------------------- | --- | --- |
| 1984             | Ballblazer          | Apple II, Atari 5200, Atari 7800, Atari-Heimcomputer, C64, MSX, NES, Schneider/Amstrad CPC, ZX Spectrum | Science-Fiction-Sport- bzw. Geschicklichkeitsspiel, gespielt aus der Egoperspektive, einfache Simulation der Spielphysik                                                                                          |
| 1984             | Rescue on Fractalus | Apple II, Atari 5200, Atari-Heimcomputer, C64, Schneider/Amstrad CPC, TRS-80 CoCo, ZX Spectrum          | Flug-Actionspiel: Der Spieler muss auf einer aus Fraktalen generierten Planetenoberfläche abgeschossene Piloten bergen und gegnerische Angriffe abwehren.                                                         |
| 1984             | The Eidolon         | Apple II, Atari-Heimcomputer, C64, MSX, Schneider/Amstrad CPC, ZX Spectrum                              | Labyrinth-Actionspiel mit Steampunk-Hintergrundgeschichte |
| 1985             | Koronis Rift        | Apple II, Atari-Heimcomputer, C64, MSX, Schneider/Amstrad CPC, TRS-80 CoCo, ZX Spectrum                 | Genremix: Der Spieler muss eine Planetenoberfläche erforschen und dort Gegenstände einsammeln, die hinterher für bessere Ausrüstung des Spielerfahrzeugs verkauft werden müssen.                                  |
| 1986             | Labyrinth           | Apple II, C64, MSX                                                                                      | Das Spiel beginnt als Textadventure, wechselt aber im Labyrinth in den Grafikmodus, es enthält bereits einen Vorgänger der SCUMM-Steuerung.                                                                       |
| 1987             | P.H.M. Pegasus      | Apple II, C64, MS-DOS, Schneider/Amstrad CPC, ZX Spectrum                                               | Actionlastige Marinesimulation: Der Spieler kontrolliert ein einzelnes Tragflügelboot der titelgebenden Pegasus-Klasse.                                                                                           |
| 1987             | Strike Fleet        | Amiga, Apple II, Atari ST, C64, MS-DOS                                                                  | Marinesimulation taktischer Seekriegsführung unter Verwendung von modernen Technologien wie Seezielflugkörpern und U-Jagd-Hubschraubern: Anlehnungen an historische Szenarien stehen zum Nachspielen zur Auswahl. |

### „SCUMM-Adventures“, Flugsimulatoren etc.
Vor allem die älteren Spiele sind durch den SPUTM-Emulator ScummVM auch auf aktueller Hardware wieder spielbar.
| Erscheinungsjahr | Titel                                                     | Plattform(en)                                                    | Kurzbeschreibung |
| ---------------- | --------------------------------------------------------- | ---------------------------------------------------------------- | --- |
| 1987             | Maniac Mansion                                            | Amiga, Apple II, Atari ST, C64, MS-DOS, NES                      | Erstes SCUMM-Adventure: Der Spieler (bzw. die von ihm gesteuerten Charaktere) muss ein Mädchen aus dem Haus des verrückten Professors Dr. Fred befreien, der von einem Meteor besessen ist.                                                         |
| 1988             | Zak McKracken and the Alien Mindbenders                   | Amiga, Apple II, Atari ST, C64, FM Towns, MS-DOS                 | Adventure: Sensationsreporter Zak soll einen Artikel über ein zweiköpfiges Eichhörnchen schreiben und stolpert dabei über antike Ruinen. Nun muss er eine außerirdische Verschwörung aufhalten.                                                     |
| 1988             | Battlehawks 1942                                          | Amiga, Atari ST, MS-DOS                                          | Erster Flugsimulator von Lucasfilm Games: thematisiert die Luft-See-Schlachten des Jahres 1942 (Korallenmeer, Midway, Ost-Salomonen, Santa-Cruz-Inseln) zwischen Japan und den USA im Zweiten Weltkrieg. Beide Seiten sind spielbar, Bitmap-Grafik. |
| 1988             | Life Story: The Race of the Double Helix                  |                                                                  | Lernprogramm für den Schulunterricht |
| 1989             | Indiana Jones and the Last Crusade: Das Graphic Adventure | Amiga, Atari ST, CDTV, FM Towns, Mac, MS-DOS                     | Adventure nach dem gleichnamigen Film: Indiana Jones muss den Heiligen Gral und seinen Vater finden. |
| 1989             | Their Finest Hour: The Battle of Britain                  | Amiga, Atari ST, MS-DOS                                          | Flugsimulator: thematisiert die Luftschlacht um England im Jahr 1940. Polygonale Landschaftsdarstellung, Kampagnenmodus mit Strategieteil und Einsatzplanung. Beide Seiten sind spielbar.                                                           |
| 1989             | Pipe Dream                                                | Amiga, Apple II, NES                                             | Strategiespiel: lediglich eine Konvertierung des Spiels Pipe Mania für das NES |
| 1989             | Mac Magic                                                 |                                                                  | Lernprogramm nur für Schulen |
| 1990             | Loom                                                      | Amiga, Atari ST, CDTV, FM Towns, Mac, MS-DOS, PC Engine          | Adventure: Der Spieler steuert die Hauptfigur Bobbin nicht mit den üblichen Verben wie „nimm“ und „gib“, sondern anhand von Tönen, die mit dem Zauberstab des Charakters erzeugt werden. Dabei muss Bobbin seine Herkunft erforschen.               |
| 1990             | The Secret of Monkey Island                               | Amiga, Atari ST, FM Towns, Sega Mega-CD, Mac, MS-DOS             | Adventure-Klassiker: Der junge Guybrush Threepwood will Pirat werden und verliebt sich in die Gouverneurin der Insel, an der er gestrandet ist. Diesem Liebesglück macht aber der böse Geisterpirat LeChuck einen Strich durch die Rechnung.        |
| 1990             | Night Shift                                               | Amiga, Atari ST, C64, MS-DOS, Schneider/Amstrad CPC, ZX Spectrum | Action- und Tüftelspiel |
| 1991             | Secret Weapons of the Luftwaffe                           | MS-DOS                                                           | Flugsimulator: Der Luftangriff der Alliierten auf deutsche Städte ist in vollem Gange und Deutschland versucht, das Blatt mit Superwaffen zu wenden. Basiert technisch auf Their Finest Hour und enthält ebenfalls einen Strategiemodus.            |

### Erste LucasArts-Titel
| Erscheinungsjahr | Titel                                    | Plattform(en)                     | Kurzbeschreibung |
| ---------------- | ---------------------------------------- | --------------------------------- | --- |
| 1991             | Monkey Island 2: LeChuck’s Revenge       | PC (Diskette, CD-ROM), Amiga, Mac | Adventure: Guybrush sucht Abwechslung und will den Schatz Big Whoop finden. Dabei kommt ihm der Zombie-Pirat LeChuck wieder in die Quere. |
| 1992             | Indiana Jones and the Fate of Atlantis   | PC (Diskette, CD-ROM), Amiga, Mac | Adventure: die Nazis versuchen im Jahr 1939, den versunkenen Kontinent Atlantis zu finden, um das dortige Orichalkum als Energiequelle auszubeuten. Indiana Jones muss dies verhindern. |
| 1992             | The Empire Strikes Back                  | NES                               | Jump ’n’ Run mit Flugsequenzen zu Das Imperium schlägt zurück: Enthält erstmals die Macht bzw. Jedi-Kräfte als Spielelement. |
| 1992             | Defender of Dynatron City                | NES                               | |
| 1992             | Super Star Wars                          | SNES                              | Jump 'n' Run mit 3D-Flugsequenzen zu Krieg der Sterne: Die 3D-Szenen wurden mit Hilfe des Mode 7 des SNES umgesetzt. |
| 1993             | Star Wars: X-Wing                        | Mac, PC                           | Weltraum-Simulator: Erster seiner Art von LucasArts in Vector 3D. Der Spieler spielt die Star-Wars-Geschichte von der Übernahme der Todessternpläne vom Imperium bis zur finalen Vernichtung der Super-Kampfstation. |
| 1993             | Star Wars: Rebel Assault                 | Mac, PC, 3DO, Sega Mega-CD        | Rail Shooter: interaktiver Spielfilm (komplett von CD-ROM). Als Spieler tritt man der Rebellion bei und bekämpft das Imperium. Verwendet digitalisierte Filmszenen aus Krieg der Sterne und gilt als Killerapplikation für die CD-ROM. |
| 1993             | Day of the Tentacle (Maniac Mansion 2)   | Mac, PC (Diskette, CD-ROM)        | Adventure: der purpurne Tentakel will die Welt übernehmen. Bernard und Co. (gesteuert vom Spieler) versuchen dies zu verhindern, werden aber durch einen Zufall getrennt in Vergangenheit, Gegenwart und Zukunft. |
| 1993             | Zombies Ate My Neighbors                 | Sega Mega-Drive, SNES             | In Europa 1994 unter dem Titel Zombies erschienen; von Konami vertriebenes Shoot ’em up. |
| 1994             | Sam & Max Hit the Road                   | Mac, PC                           | Adventure: Erstmals nach Loom wurde hier auf die Verbenleiste verzichtet. Man löst sämtliche Interaktionen mit der rechten Maustaste aus. Sam und Max (Die Hauptfiguren) müssen einen entflohenen Bigfoot finden und begeben sich auf eine irre Jagd quer durch Amerika.                                                                                   |
| 1994             | Star Wars: TIE Fighter                   | Mac, PC                           | Weltraum-Simulator und Nachfolger von Star Wars: X-Wing: Der Spieler darf hier auf Seiten des bösen Galaktischen Imperiums gegen die Rebellen antreten. Die Story beginnt mit der in Das Imperium schlägt zurück dargestellten Evakuierung des Eisplaneten Hoth.                                                                                           |
| 1995             | Vollgas – Full Throttle                  | PC, Mac                           | Adventure: ein interaktiver, postapokalyptischer Roadmovie; als Spieler muss man seine Motorrad-Gang vor fiesen Krawatten-Trägern retten. |
| 1995             | Star Wars: Dark Forces                   | PC, Mac, PlayStation              | Erster Ego-Shooter von LucasArts: Auftrag des Spielers ist es zunächst, die Todessternpläne zu stehlen. Im weiteren Verlauf des Spiels sabotiert der Spieler in der Rolle des Ex-Imperialen Kyle Katarn die Entwicklung und Produktion einer neuen imperialen Waffe namens Dark Trooper. Als erstes LucasArts-Spiel in Deutschland von der BPjS indiziert. |
| 1995             | The Dig                                  | PC, Mac                           | Adventure: bei der Sprengung eines Asteroiden, der die Erde bedroht, werden die Spielfiguren auf eine fremde Welt verschlagen. Basiert auf Ideen von Steven Spielberg. |
| 1996             | Rebel Assault 2                          | PC, PlayStation                   | Rail Shooter: Das Imperium baut neue Super-Fighter, die zerstört werden müssen. |
| 1996             | Indiana Jones and His Desktop Adventures | PC, Mac                           | Casual Game: Gelegenheitsspiel mit kleinen Abenteuern von Indiana Jones. |

### Windows-Ära
Ab 1996 wurden die Spiele für Windows 95, Windows 98 bzw. Windows XP und die für ihre Zeit aktuellen Spielekonsolen entwickelt.
| Erscheinungsjahr | Titel                                                     | Plattform(en)                                                                               | Kurzbeschreibung |
| ---------------- | --------------------------------------------------------- | ------------------------------------------------------------------------------------------- | --- |
| 1996             | Mortimer and the Riddles of the Medallion                 | PC, Mac                                                                                     | First-Person-Puzzle-Spiel für Kinder: Das Spiel folgt einer übergroßen, anthropomorphen Schnecke namens Mortimer, welche die Tierpopulation einer Fantasiewelt zu retten versucht.                                                         |
| 1996             | Afterlife                                                 | PC, Mac                                                                                     | Wirtschaftssimulation über den Aufbau von Himmel und Hölle |
| 1997             | Star Wars: X-Wing vs. TIE Fighter                         | PC                                                                                          | Multiplayer-Weltraumsimulator aus dem Star-Wars-Universum |
| 1997             | Outlaws                                                   | PC                                                                                          | Ego-Shooter im Wilden Westen mit Anleihen an den Filmklassiker Spiel mir das Lied vom Tod: Ein Sheriff rächt seine Familie, die im Auftrag eines Eisenbahnunternehmers verschleppt wurde.                                                  |
| 1997             | Star Wars Jedi Knight: Dark Forces II                     | PC                                                                                          | Star-Wars-Ego-Shooter: Fortsetzung von Star Wars: Dark Forces |
| 1997             | Star Wars: Shadows of the Empire                          | PC, N64                                                                                     | Action-Adventure um den Söldner Dash Rendar, der zu Fuß und in Fahrzeugen gegen eine imperiale Verschwörung kämpft. |
| 1997             | The Curse of Monkey Island                                | PC                                                                                          | Adventure: Guybrush muss Elaine von einem Fluch befreien, der sie in Gold verwandelt hat. |
| 1998             | Star Wars Jedi Knight: Mysteries of the Sith              | PC                                                                                          | Ego-Shooter: Erweiterung zu Jedi Knight |
| 1998             | Grim Fandango                                             | PC                                                                                          | Adventure: Morbides Adventure, das in der Welt der Toten spielt. Erstes Spiel seiner Art ohne Mausunterstützung |
| 1998             | Star Wars: Rebellion                                      | PC                                                                                          | Wirtschafts-/Strategiesimulation: Man übernimmt jeweils die Führung des Imperiums oder der Rebellen und muss Raumschiffe bauen, Schlachten planen und gewinnen und damit (maximal) 100 Planeten von der Gegenseite befreien.               |
| 1999             | Indiana Jones und der Turm von Babel                      | PC, N64, GBC                                                                                | Action-Adventure, das spielerisch auf den Tomb-Raider-Zug aufsprang. |
| 1999             | Star Wars Episode I: Racer                                | PC, Mac, N64, GBC, Dreamcast                                                                | Pod-Racer-Spiel |
| 1999             | Star Wars: X-Wing Alliance                                | PC                                                                                          | Multiplayer-Weltraum-Flugsimulation aus dem Star-Wars-Universum. Einzelspielerkampagne, die mit der Zerstörung des 2. Todessterns ihren Höhe- und zugleich Schlusspunkt findet                                                             |
| 1999             | Star Wars: Rogue Squadron                                 | PC, N64                                                                                     | Actionspiel: Im Unterschied zu den X-Wing-Spielen wird anstatt im Weltraum auf Planetenoberflächen gekämpft. |
| 1999             | Star Wars: Pod Racer                                      | PC, N64                                                                                     | Spielinhalt sind die Pod-Rennen aus Episode I – Die dunkle Bedrohung. |
| 1999             | Star Wars: Die dunkle Bedrohung                           | PC                                                                                          | Action-Adventure: Umsetzung des Films Episode I – Die dunkle Bedrohung, verschiedene Charaktere können gespielt werden. |
| 2000             | Flucht von Monkey Island                                  | PC, Mac, PlayStation 2                                                                      | Adventure: Der vierte Teil der Monkey-Island-Reihe |
| 2000             | Force Commander                                           | PC                                                                                          | Strategiespiel |
| 2001             | Star Wars: Starfighter                                    | PlayStation 2, Xbox, PC                                                                     | Action & Weltraum-Flugsimulation: Umsetzung des Films Episode I – Die dunkle Bedrohung, mehrere aufeinander folgende Missionen können mit verschiedenen Charakteren und Raumschiffen bestritten werden.                                    |
| 2002             | Star Wars: Racer Revenge                                  | PS2                                                                                         | Pod-Racer-Spiel: Nachfolger zu Episode I Racer (1999) für die PS2 |
| 2002             | Star Wars Jedi Knight II: Jedi Outcast                    | PC, Mac                                                                                     | Ego-/Third-Person-Shooter |
| 2002             | Star Wars: Jedi Starfighter                               | PlayStation 2, Xbox                                                                         | Action & Weltraum-Flugsimulation: Nachfolger des Spiels Starfighter; Umsetzung des Films Episode I – Die dunkle Bedrohung. Mehrere aufeinander folgende Missionen können mit verschiedenen Charakteren und Raumschiffen bestritten werden. |
| 2003             | Gladius                                                   | PlayStation 2, Xbox, Nintendo GameCube                                                      | RPG & Strategiespiel |
| 2003             | Indiana Jones und die Legende der Kaisergruft             | PC, Mac                                                                                     | Action-Adventure |
| 2003             | Star Wars Jedi Knight: Jedi Academy                       | PC, Mac                                                                                     | Ego-/Third-Person-Shooter |
| 2003             | Star Wars: Knights of the Old Republic                    | PC, Mac                                                                                     | Rollenspiel: ein Star-Wars-Spiel, dessen Handlung in der fernen Vergangenheit der aus den Filmen bekannten Zeit stattfindet |
| 2004             | Star Wars: Battlefront                                    | PC, PlayStation 2, Xbox, Mac                                                                | Third-Person/Ego-Shooter |
| 2004             | Star Wars: Knights of the Old Republic II: The Sith Lords | PC                                                                                          | Rollenspiel: spielt wie der erste Teil in der fernen Vergangenheit der aus den Filmen bekannten Zeit |
| 2005             | Star Wars: Battlefront II                                 | Windows, PlayStation 2, Xbox                                                                | Third-Person/Ego-Shooter |
| 2005             | Star Wars: Republic Commando                              | PC, Xbox                                                                                    | Ego-Shooter |
| 2006             | Star Wars: Empire at War                                  | PC, Mac                                                                                     | Strategiespiel |
| 2007             | Star Wars Battlefront: Renegade Squadron                  | PSP                                                                                         | Ego-Shooter |
| 2008             | Star Wars: The Force Unleashed                            | Xbox 360, Playstation 2, PlayStation 3, PC, PlayStation Portable, Nintendo Wii, Nintendo DS | Action-Adventure: 2009 neu veröffentlicht als Star Wars: The Force Unleashed Ultimate Sith Edition, u. a. auch für Mac. |
| 2008             | Fracture                                                  | PlayStation 3, Xbox 360                                                                     | Third-Person-Shooter mit virtuellem Terraforming |
| 2008             | Lego Indiana Jones: Die legendären Abenteuer              | PS2, PS3, Xbox 360, PC, Nintendo Wii, Nintendo DS, PSP                                      | Action-Adventure |
| 2009             | Tales of Monkey Island                                    | PC, Wii, PlayStation 3                                                                      | Point-and-Click-Adventure in Zusammenarbeit mit Telltale Games |
| 2009             | The Secret of Monkey Island – Special Edition             | PC, Xbox 360, PS3, iPhone, iPod touch                                                       | Point-and-Click-Adventure: Remake des ersten Monkey-Island-Spieles mit verbesserter Grafik, Sound und durchgehend englischer Sprachausgabe                                                                                                 |
| 2009             | Star Wars The Clone Wars: Republic Heroes                 | PC, Wii, PS3, Xbox 360                                                                      | |
| 2009             | Indiana Jones und der Stab der Könige                     | PS2, Wii, PSP, Nintendo DS                                                                  | |
| 2009             | Lucidity                                                  | PC, Xbox 360                                                                                | |
| 2009             | Star Wars: Battlefront: Elite Squadron                    | PSP, Nintendo DS                                                                            | |
| 2010             | Star Wars: The Force Unleashed II                         | PC, PS3, Xbox 360                                                                           | |
| 2010             | Monkey Island 2: LeChuck’s Revenge – Special Edition      | PC, Xbox 360, PS3, iPhone, iPod touch                                                       | Point-and-Click-Adventure: Remake des zweiten Monkey-Island-Spieles mit neuer Grafik, Sound und durchgehend englischer Sprachausgabe |
| 2011             | Lego Star Wars III: The Clone Wars                        | PC, Xbox 360, PS3, Nintendo Wii, DS, 3DS                                                    | Weiterführung der Vorgänger von Lego Star Wars: Das Videospiel, Lego Star Wars II: Die klassische Trilogie und Lego Star Wars: Die komplette Saga                                                                                          |
| 2022             | Return to Monkey Island                                   | macOS, Microsoft Windows, Nintendo Switch, Linux, PlayStation 5, Xbox Series                | Point-and-Click-Adventure in Zusammenarbeit mit Terrible Toybox (Entwickler) und Devolver Digital (Publisher) |